# Kolja Oudenne
Kolja Nuno Oudenne (* 11. November 2001 in Berlin) ist ein schwedisch-deutscher Fußballspieler. Der offensive Mittelfeldspieler steht aktuell bei Hannover 96 unter Vertrag.

## Herkunft
Kolja Oudennes Mutter hat sowohl schwedische als auch belgische Wurzeln, sein Vater ist Deutscher. Die Eltern lernten sich in der deutschen Hauptstadt Berlin kennen und dort erblickte er das Licht der Welt. 
Oudenne besitzt sowohl die schwedische als auch die deutsche Staatsangehörigkeit.

## Karriere

### Verein
Begonnen hat Oudenne seine Karriere beim FC Internationale Berlin, ehe er von 2014 bis 2015 in der Jugendmannschaft von Hertha BSC und von 2015 bis 2018 in der Jugendmannschaft des FC Bayern München spielte. 2018 wechselte er zu Hertha 03 Zehlendorf, wo er 3 Jahre lang spielte. Dort kam er auch zu seinen ersten Einsätzen im Seniorenbereich in der Oberliga Nordost. Im Sommer 2021 wechselte er in die Regionalliga Nordost zu Tasmania Berlin. Nach dem Abstieg seiner Mannschaft blieb er der Liga erhalten und wechselte zur VSG Altglienicke.
Im Sommer 2023 wechselte er zur zweiten Mannschaft von Hannover 96 in die Regionalliga Nord. Oudenne kam dort auch zu seinem ersten Einsatz im Profibereich in der 2. Bundesliga, als er am 17. September 2023, dem 6. Spieltag, beim 7:0-Heimsieg gegen den VfL Osnabrück in der 75. Spielminute für Cedric Teuchert eingewechselt wurde und fünf Minuten später den Endstand vorbereitete.

### Nationalmannschaft
Oudenne bestritt im April 2017 drei Testspiele für die U-16 des schwedischen Fußballverbandes.

## Titel
- Meister der Regionalliga Nord: 2024